# Snohalebjørn
Snohalebjørnen også kaldet honningbjørnen eller kinkaju (Potos flavus) er en halvbjørn og det eneste medlem i slægten potos. Den når en længde på 39-76 cm dertil en hale på 39-57 cm og vejer 1,5-4,5 kg. Den lever i et område der strækker sig fra det sydlige Mexico, gennem Mellemamerika til store dele af Sydamerika.